# Conotalis
Conotalis és un gènere d'arnes de la família Crambidae.

## Taxonomia
- Conotalis aurantifascia (Hampson, 1896)
- Conotalis nigroradians (Mabille, 1900)